# Ocean Ridge
Ocean Ridge é uma vila localizada no estado americano da Flórida, no condado de Palm Beach. Foi incorporada em 1931.

## Geografia
De acordo com o United States Census Bureau, a vila tem uma área de 4,6 km², onde 2,2 km² estão cobertos por terra e 2,4 km² por água.

### Localidades na vizinhança
O diagrama seguinte representa as localidades num raio de 8 km ao redor de Ocean Ridge.

## Demografia
Segundo o censo nacional de 2010, a sua população é de 1 786 habitantes e sua densidade populacional é de 792,6 |hab/km². Possui 1 561 residências, que resulta em uma densidade de 692,7 residências/km².